# امانوئل فیلیبرتو از ساوی، شاهزاده ونیز
امانوئل فیلیبرتو اومبرتو رضا کوروش رنه ماریا دی ساوُی (زادهٔ ۲۲ ژوئن ۱۹۷۲) ولیعهد ایتالیا و از نوادگان دودمان ساوی است. او پسر و وارث ویتوریو امانوئل ساوی و تنها نوه مذکر اومبرتو دوم، آخرین پادشاه ایتالیا است.
عنوان رضا کوروش در زمان تولد امانوئل فیلیبرتو و به دلیل روابط نزدیک با خانواده سلطنتی ایران به نام وی افزوده شد.